# Mariä Geburt (Unterhofkirchen)

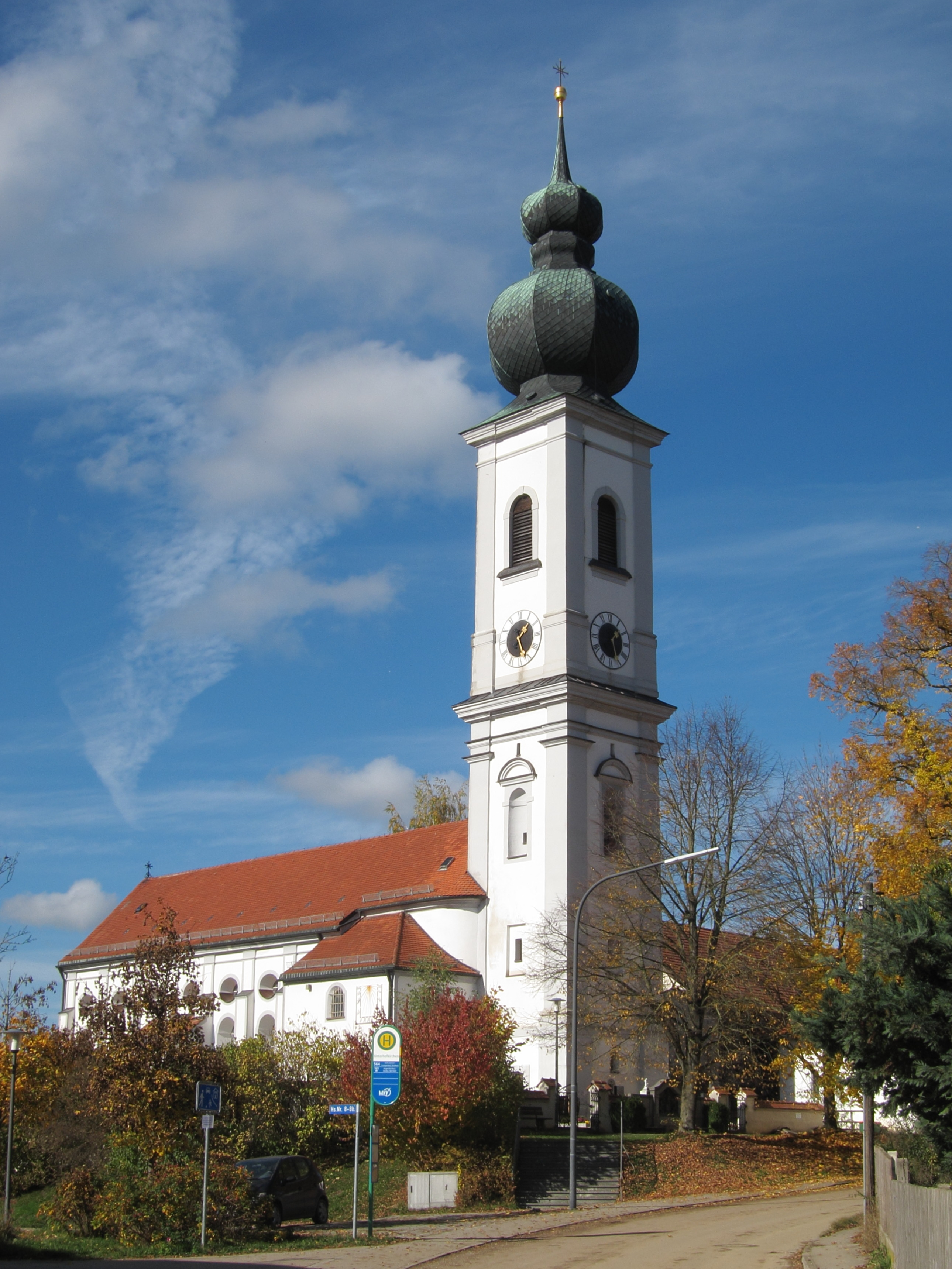
Mariä Geburt in Unterhofkirchen

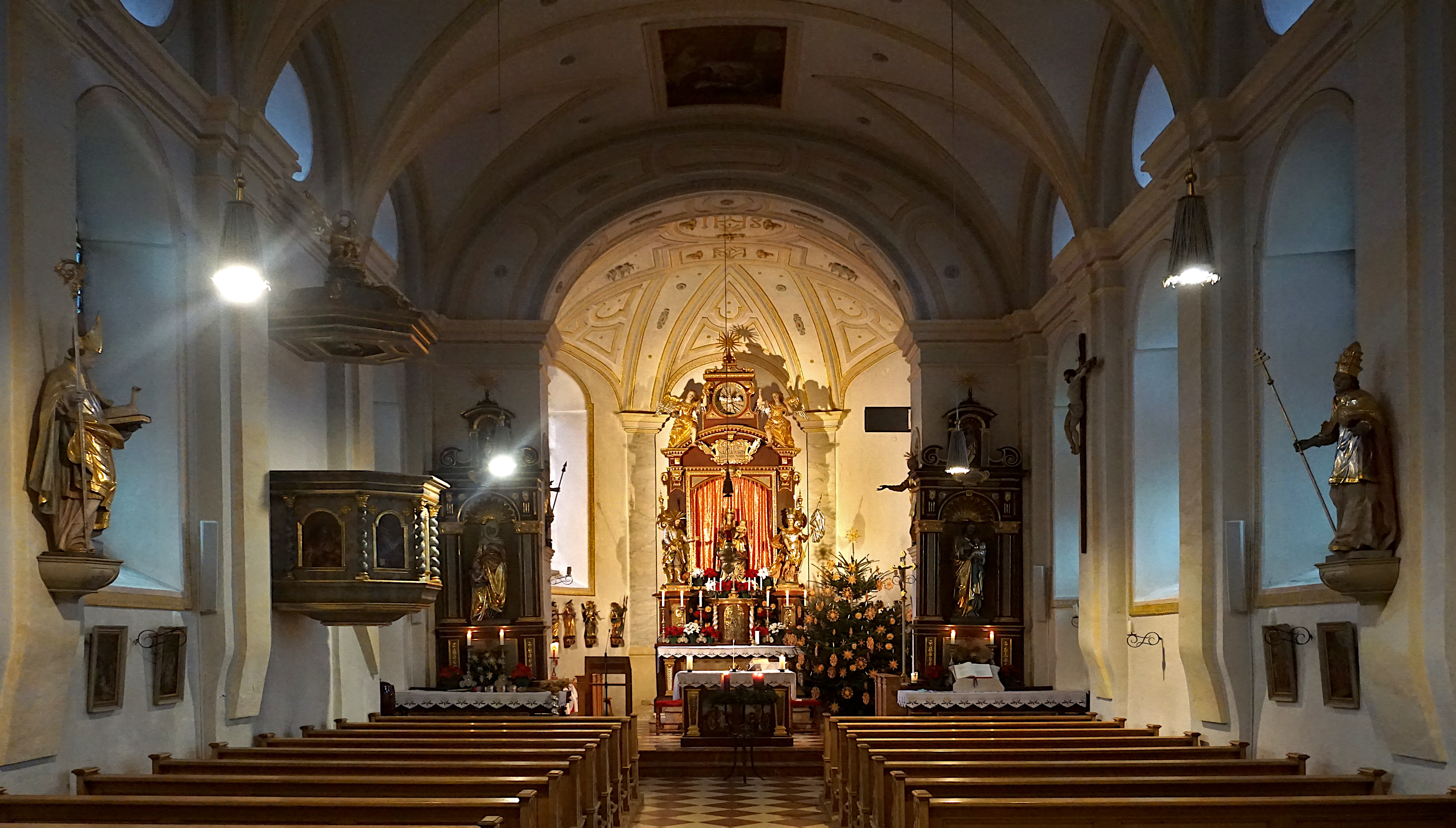
Innenraum von Mariä Geburt

Die römisch-katholische Pfarrkirche Mariä Geburt ist ein Baudenkmal in Unterhofkirchen, einem Ortsteil der Gemeinde Taufkirchen an der Vils im oberbayerischen Landkreis Erding.

## Geschichte
Die erste urkundliche Erwähnung datiert vermutlich auf den 7. November 819, als dem Isener Abt Salomon und seiner Schwester eine Kirche übergeben wurde. Teile eines Kirchenbaus um 1500 sind in Form der Langhausmauern erhalten. Der heutige Bau datiert auf das Jahr 1699, als die Kirche durch den Erdinger Maurermeister Hans Kogler erweitert und erhöht wurde. Der Turm stammt aus dem Jahre 1700. Die Kirche wurde am 10. Juli 1708 vom Freisinger Fürstbischof Johann Franz Eckher von Karpfing und Liechteneck geweiht und die Ausstattung in den folgenden Jahren stückweise ergänzt. 1882 wurde der Innenraum nach Plänen des Architekten Johann Marggraff restauriert und die Rokoko-Altäre durch Neurenaissance-Altäre ersetzt. Der Turm wurde 1899 ausgebessert und 1902 eine Turmuhr angeschafft. 1908 wurde das Langhaus um drei Joche nach Westen hin erweitert. 1972 bis 1979 erfolgte eine umfassende Renovierung der Kirche.

## Baubeschreibung
Bei Mariä Geburt handelt es sich um einen Saalbau mit angefügter Sakristei und einem barocken Spindelhelmturm, welcher am östlichen, eingezogenen und halbrund geschlossenen Presbyterium angesetzt ist. Im Kircheninneren findet sich ein Tonnengewölbe mit Stichkappen.

## Ausstattung
Die Rahmenstuckarbeiten in Blattstäben stammen vermutlich vom Bildhauer Philipp Vogel. Der farbige Stuck wurde in den 1970er Jahren von Ludwig Keilhacker aus Taufkirchen wiederhergestellt.
Der ursprüngliche Rokoko-Hochaltar von 1757 ist nicht mehr erhalten. An diesem waren der Schreinermeister Matthias Fackler, der Bildhauer Christian Jorhan der Ältere und der Landshuter Maler Mathias Daburger beteiligt. Der jetzige Hochaltar wurde 1954 von Pfarrer Rupert Aschauer erworben und wird stilistisch auf das ausgehende 17. Jahrhundert datiert. Er stammte vermutlich aus einer Seitenkapelle der Klosterkirche Fürstenfeld. Die Neurenaissance-Seitenaltäre sind von 1882. Die Figuren in der Kirche wurden aus der alten Einrichtung übernommen. Die Pietà sowie die Figuren der Heiligen Florian und Wendelin sind ebenfalls von Christian Jorhan. Die Figuren der zwölf Apostel im Chor stammen aus dem Jahre 1737.
Die 1728 von Pfarrer Johann Georg Kirmair gestiftete Orgel wurde 1883 durch ein neues Instrument von Franz Xaver Frosch aus München ersetzt, welches 1921 umgebaut wurde. Das heutige Spielwerk von 1960 stammt von Ludwig Wastlhuber. Die Orgel verfügt über 18 Register und zwei Manuale hinter einem dreiteiligen Flachfelderprospekt, der von der Vorgängerorgel übernommen wurde.
1871 wurde ein Geläut des Erdinger Glockengießers Joseph Bachmair installiert, von dem drei Glocken 1917 für Kriegszwecke eingeschmolzen wurden. Diese wurden 1921 durch vier Bronzeglocken ersetzt. Die noch vorhandene kleinste Glocke wurde nach Blainthal abgegeben.